# Arnold Heertje
Arnold Heertje (Breda, 19 de fevereiro de 1934 — Naarden, 4 de abril de 2020) foi um economista e colunista neerlandês. Formado através da Universidade de Amsterdã em 1956, serviu como professor da instituição por quatro décadas, esforço que acabou por lhe render um título da Ordem do Leão Neerlandês. Como colunista, assinou artigos para uma gama de jornais, incluindo Het Parool e de Volkskrant. Entre 1986 e 1988, presidiu a Sociedade Internacional Joseph Schumpeter.